# 我们是加泰罗尼亚人
我们是加泰罗尼亚人（英語：Som Catalans，SOM）是一个支持加泰罗尼亚独立的极右翼政党，活跃于西班牙加泰罗尼亚自治区，由Ester Gallego和Enric Ravello于2014年从加泰罗尼亚平台脱离后成立。